# Scania série LB
 (octobre 2023).
La serie LB est une classe de camion produite par Scania. Elle comprend trois véhicules, le LB81, le LB111, et le LB141.

## Scania LB141
Succédant aux Scania LB140 - 1969-1976 - le Scania LB141, est un véhicule destiné au transport routier de marchandises. Il est dévoilé au public en 1977. Il est une des importantes références, avec les Volvo F88/F89 des maxi-codes de grande puissance des années 1970-1980[réf. nécessaire].
Moteur
Scania V8 DS 14-01. Diesel suralimenté par turbocompresseur.
- 14,19 litres de cylindrée.
- Puissance / couple : 375 ch DIN à 2 000 tr/min et 1 481 N m à 1 300 tr/min
- Boîte de vitesses : Scania GR 850 à 10 rapports avant (boîte à base de 5 rapports synchronisés avec doubleur de gamme).